# Matthieu Fayard
Matthieu Fayard (1986) è un giocatore di football americano francese che gioca come linebacker per i Black Panthers de Thonon.

## Palmarès
- 1 World Games (2017)
- 1 Europeo (2018)